# Drzewostan wielogatunkowy

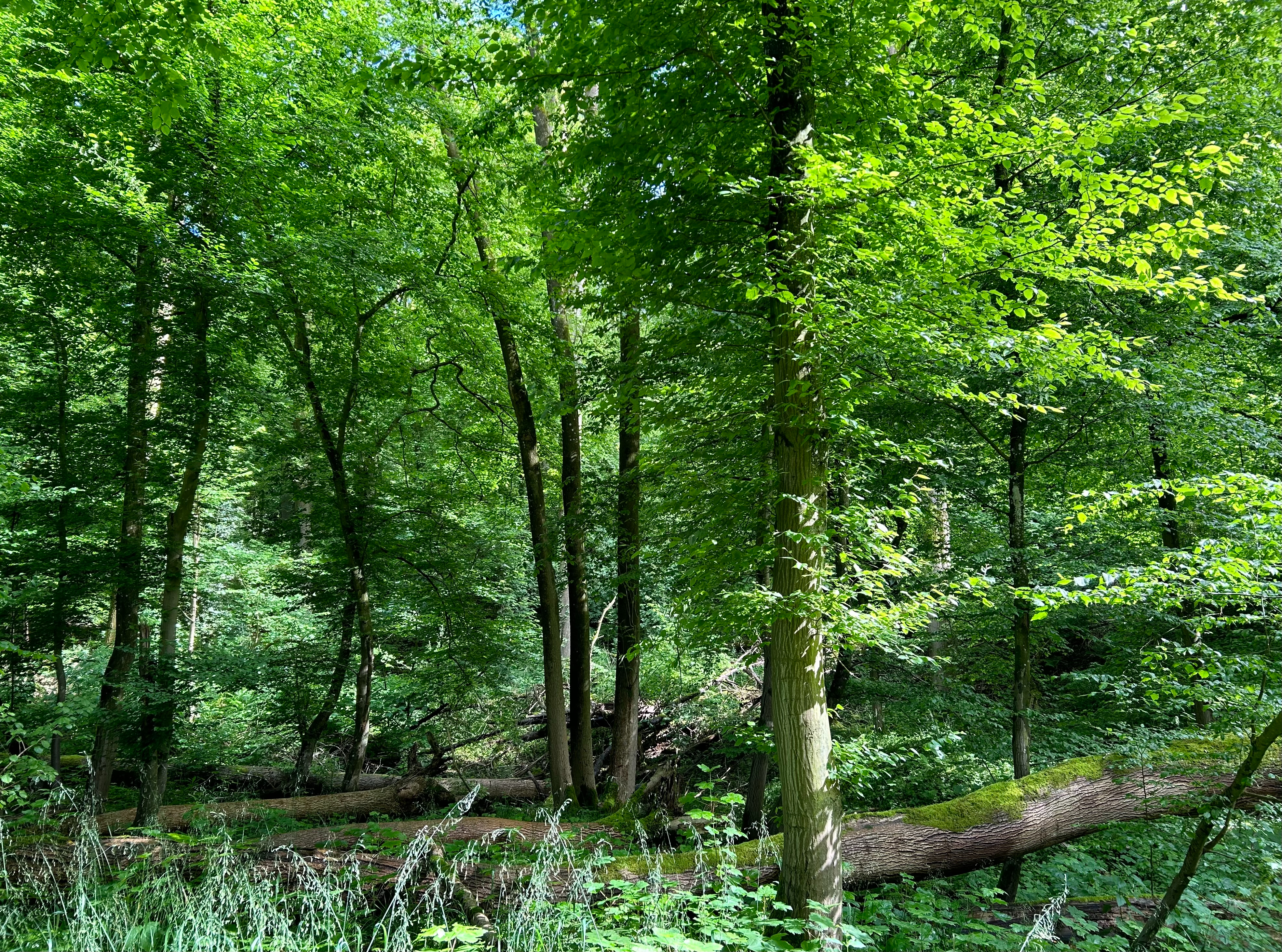
Drzewostan wielogatunkowy w grądzie z dębem bezszypułkowym, grabem i lipą drobnolistną

Drzewostan wielogatunkowy – drzewostan tworzony przez co najmniej dwa gatunki drzew, z których udział żadnego z nich nie przekracza 90% (w odniesieniu do miąższości drewna lub powierzchni rzutu koron drzew). Lasy z drzewostanami wielogatunkowymi w odróżnieniu od jednogatunkowych cechują się większą sprawnością gleby i odpornością na oddziaływania takie jak: pożary, okiść, gradacje owadów roślinożernych oraz silne wiatry. W lasach wykorzystywanych do produkcji drewna ich walorem jest też większa wydajność tworzenia i jakość masy drzewnej.
W drzewostanach wielogatunkowych wyróżnia się gatunki panujące (zwykle też mogące tworzyć drzewostany jednogatunkowe), pomocnicze (wkraczające obficie i samorzutnie), domieszkowe o ograniczonym znaczeniu lasotwórczym. W warunkach Europy Środkowej do pierwszej grupy należą: sosna zwyczajna, świerk pospolity, buk zwyczajny, jodła pospolita, olsza czarna. W lasach gospodarczych promowane jako gatunki główne (współpanujące) bywają także: dąb szypułkowy, dąb bezszypułkowy, modrzew europejski. Do gatunków pomocniczych należą: grab pospolity, brzoza brodawkowata, olsza szara. Domieszki tworzą m.in.: klon zwyczajny, klon jawor, wiąz górski, lipy. 